# Innocentius IX
Innocentius IX, Giovanni Antonio Facchinetti de Nuce, född 20 juli 1519 i Bologna, död 30 december 1591 i Rom, var påve från den 29 oktober 1591, vilket var ett av de kortaste pontifikaten.

## Biografi
Facchinetti var son till Antonio Facchinetti och Francesca Cini. År 1544 avlade han doktorsexamen i juridik vid universitetet i Bologna och prästvigdes samma år. Några år senare blev han rådgivare åt kardinal Alessandro Farnese i Rom. I egenskap av biskop av Nicastro deltog han i tridentinska mötet 1562–1563. År 1566 var han apostolisk nuntie till Venedig, i syfte att skapa en allians med venetianerna och spanjorerna mot turkarna; frukten var segern i Lepanto år 1571. Som erkännande för denna seger utnämndes han till titulärpatriark av Jerusalem 1572.
Facchinetti upphöjdes till kardinal (kardinalpräst) med Santi Quattro Coronati som titelkyrka i december 1583. Facchinetti, som hade varit kandidat vid flera tidigare påveval, valdes den 29 oktober 1591 till påve och antog namnet Innocentius IX. 
Då hans pontifikat endast varade i 62 dagar, hann han inte uträtta särskilt mycket. Dock försökte han underlätta administrationen inom påvestolens utrikespolitiska sekretariat. Han sökte även kväsa kriminaliteten i och omkring Rom samt förbättra stadens sanitära förhållanden.